# HMS Avenger (1940)
HMS Avenger (D14, «Эвенджер») — британский эскортный авианосец периода Второй мировой войны. Головной в серии кораблей типа «Эвенджер».

## Строительство
Заложен 28 ноября 1939 года на американской верфи Sun Shipbuilding & Drydock Company как торговое судно Rio-Hudson (тип C-3), однако в процессе постройки переоборудован в эскортный авианосец и обозначен BAVG-2. Передан Великобритании по ленд-лизу. Вступил в строй 2 марта 1942 года как HMS Avenger.
После ходовых испытаний покинул Нью-Йорк в составе танкерного конвоя и прибыл в Клайд в мае 1942, где прошёл дополнительные переделки.

## Служба
3 сентября 1942 HMS Avenger покинул бухту Скапа-Флоу на Оркнейских островах, выполняя первый официальный военный поход, как эскорт конвоя PQ18 на север России. Нёс 12 самолетов Sea Hurricane и 3 Swordfish. 14 сентября 1942, при содействии эсминца HMS Onslow, его самолёт потопил немецкую подводную лодку U-589.
Вернулся в Скапа-Флоу с конвоем QP 14 3 октября 1942 года. Его самолёты Swordfish совершили 32 самолёто-вылета и атаковали 6 из обнаруженных 16 подводных лодок, в то время как Hurricane в ходе 59 самолето-вылетов уничтожили и повредили 26 самолетов в 31 бою. Они атаковали немецкие подводные лодки, летающие лодки, бомбардировщики Junkers Ju 88 и Heinkel He 111. 13 торговых судов были потеряны, но конвой заявил 42 сбитых немецких самолёта.
Во втором походе Avenger получил приказ принять участие в операции Torch, вторжении в Северную Африку. Вышел из Клайда 22 октября 1942 года вместе с однотипным HMS Biter и эскадренным авианосцем HMS Victorious, присоединился к тихоходному конвою вторжения KMS1. 7 ноября 1942 года Avenger покинул конвой и пошёл на рандеву с HMS Argus у берегов Алжира. Там 30 самолётов Sea Hurricane и Seafire обоих обеспечивали истребительное прикрытие высадки, назначенной на утро 8 ноября 1942 года. Сопротивления в воздухе 8 и 9 ноября не было, и Вишисты в Алжире сдались раньше, чем ожидалось. Королевские ВВС с береговых аэродромов взяли на себя ПВО, и Avenger закончил патрулирование. 10 ноября вошёл в порт Алжира для ремонта двигателей, проблемы с которыми снизили его максимальную скорость до 14 узлов.
После участия в операции Torch в Северной Африке, 14 ноября 1942 года покинул Гибралтар с конвоем MKF 1, направляясь домой, в Клайд. В 03:05 15 ноября, Avenger был торпедирован подводной лодкой U-155. HMS Avenger (коммандер Энтони Пол Колтхерст, DSO, англ. Anthony Paul Colthurst) получил попадание торпеды в левый борт в районе миделя, что, в свою очередь, вызвало вторичную детонацию погреба авиабомб. Средняя часть корабля была вырвана взрывом. Нос и корма взлетели в воздух и затонули в течение 2 минут в точке 36°15′00″ с. ш. 7°45′00″ з. д.; спаслись только 12 человек.